# Reynier van Broeckhuysen
Reynier van Broeckhuysen, ook genoemd Reiner of Reyner van Broeckhuysen (ca. 1438 - 1496) was een Gelders krijgsheer, die tevens vocht aan de kant van de Hoeken in Holland en Utrecht ten tijde van de Hoekse en Kabeljauwse twisten. Hij behoorde tot de Weerdenburgse tak.

## Personalia
Reynier van Broeckhuysen werd geboren als zoon van Gerard van Broeckhuysen, heer van Broekhuizen, Waardenburg en Ammerzoden, tevens erfelijk hofmeester van de hertog van Gelre en Walravina van Brederode. De eerste vermelding van zijn naam dateert van 1450. Hij trouwde op 30 september 1460 met Ermgard van Groesbeek. Zijn oudere broer Johan gaf hem het huis en de heerlijkheid Broekhuizen, waarmee hij in 1465 werd beleend. Hij is vermoedelijk in 1496 overleden, omdat toen zijn dochter Walrave, echtgenote van Steven van Zuylen van Nijevelt, zoon van zijn vriend en medeveldheer Hendrik van Zuylen van Nijevelt, met de heerlijkheid werd beleend. Er is geen portret van hem bewaard gebleven.

## Krijgsverrichtingen
Hij werd door Adolf van Egmont, hertog van Gelre, tot ridder geslagen voor de slag bij Straelen op 23 juni 1468 tegen de Hertog van Gulik. Hij verdedigde namens Gelre Nijmegen tegen Karel de Stoute in juli 1473. Hij verzoende zich met Karel de Stoute toen die hertog van Gelre werd en ging als raadsheer-kamerling met hem op veldtocht naar het Duitse Neuss, dat Karel in 1475 tevergeefs belegerde. Karel sneuvelde bij Nancy in januari 1477. Hierna nam Broeckhuysen op 18 april 1477 het Vianen van de Brederodes in en kreeg vergiffenis en een hoge afkoopsom op 5 juni 1478.
Van Broeckhuysen ondernam voorts als Hoeks veldheer, samen met Hendrik van Zuylen van Nijevelt, enige veldtochten in Holland (waaronder de inname van Den Haag met Wolfert van Borsselen in juli 1479 en Leiden op 20 januari 1481). Hij vluchtte voor Maximiliaan van Oostenrijk en zijn leger naar Montfoort, maar werd niet uitgeleverd, waarna Maximiliaan terugkeerde naar Brussel. Maximiliaan verklaarde vervolgens alle goederen van Reynier van Broeckhuysen en Hendrik van Zuylen van Nijevelt voor verbeurd, maar dat werd niet uitgevoerd.
In 1481 werd Reynier kapitein (commandant) van de stad Utrecht en hield in mei 1483 bisschop David van Bourgondië gevangen. Hij was aanvoerder van een Kleefs vendel dat op 31 augustus 1482 uit Utrecht de heer Van Montfoort ondersteunde bij zijn belegering van IJsselstein, waarvan het beleg kort daarop werd afgebroken wegens verliezen.  
In 1489 kwam hij in dienst van de magistraat van het Hoeksgezinde  Rotterdam op verzoek van zijn neef Frans van Brederode; van hieruit voerde hij met hem aanvallen uit en vernietigde omliggende steden en dorpen. Dankzij deze heftige aanvallen en uitschakeling van concurrenten werd Rotterdam een grote stad. Door de nieuwe hertog Karel van Gelre werd hij op 26 januari 1492 tot burggraaf van Nijmegen benoemd. Hij voerde nadien enige gezantschappen namens de hertog uit naar diens bondgenoot de Franse koning.

## Invloed
- De Burgemeester van Broeckhuysenstraat te Nijmegen is naar hem vernoemd.
- Hij was de laatste heer van de heerlijkheid Broeckhuysen van deze familie; de plaats wordt nu geschreven als Broekhuizen in Limburg.
- Hij verzocht de bisschop om een eigen kerk (er was al een kapel) te mogen stichten in Broekhuizen, hetgeen op 28 juli 1484 werd toegestaan.